# Pokrovskoe-Strešnevo (tenuta)
Pokrovskoe-Strešnevo, nota anche come Pokrovskoe-Glebovo o Glebovo-Strešnevo, è una tenuta situata a nord-ovest di Mosca.
Fu il luogo natale di Sof'ja Tolstaja, la moglie di Lev Tolstoj.